# Keep right on to the end of the road
«Keep Right on to the End of the Road» es una popular canción escocesa escrita por Harry Lauder. Esta canción se ha convertido en el himno popular del Birmingham City Football Club.

## Historia

### Creación
Sir Harry Lauder escribió esta canción luego del fallecimiento en acción de su hijo en la Primera Guerra Mundial. 

## Letra
En inglés:

Keep Right on to the End of the Road

Ev'ry road thro' life is a long, long road,

Fill'd with joys and sorrows too,

As you journey on how your heart will yearn

For the things most dear to you.

With wealth and love 'tis so,

But onward we must go.

Chorus:

Keep right on to the end of the road,

Keep right on to the end,

Tho' the way be long, let your heart be strong,

Keep right on round the bend.

Tho' you're tired and weary still journey on,

Till you come to your happy abode,

Where all the love you've been dreaming of

Will be there at the end of the road.

With a big stout heart to a long steep hill,

We may get there with a smile,

With a good kind thought and an
 end in view,

We may cut short many a mile.

So let courage ev'ry day

Be your guiding star alway.

En castellano:

Mantente a la derecha hasta el final del camino

Cada camino a través de la vida es un largo, largo camino,

Lleno de alegrías y penas también,

Mientras viajas sobre cómo
 anhelará tu corazón

Por las cosas más queridas para ti.

Con riqueza y amor, esto es así,

Pero en adelante debemos irnos.

Coro:
Mantente a la derecha hasta el final del camino,

Mantente justo hasta el final

Aunque el camino sea largo, deja que tu corazón sea fuerte,

Mantente a la derecha en la curva.

Aunque estás cansado y cansado, aún viajas,

Hasta que vengas a tu morada feliz,

Donde todo el amor que has estado soñando

Estaremos allí al final del camino.

Con un gran corazón robusto a una larga colina empinada,

Podemos llegar allí con una sonrisa,

Con un buen pensamiento amable y un fin a la vista,

Podemos acortar muchas millas.

Así que deja que el coraje cada día

Sé tu estrella guía siempre.

## Relación con el Birmingham City Football Club
La historia indica que el legendario extremo del blues de mediados de la década de 1950, Alex Govan fue el creador de esta relación. Luego que Birmingham City Football Club de vencer a Albion en la quinta ronda, se enfrentaron con el poderoso Arsenal en los cuartos de final. En el camino al partido él entonó la canción y luego sus compañeros lo siguieron. Desde ese momento la relación de la canción "Keep Right on to the End of the Road" con el Birmingham City Football Club se volvió costumbre.